# جمینی هوم انترتینمنت
جِمینی هوم اِنترتینمنت (به انگلیسی: Gemini Home Entertainment) یا خانهٔ سرگرمی جِمینی، مجموعهٔ اینترنتی آنالوگ ترسناکی است که خالق آن رِمی آبود نام دارد و گهگاه در کانال یوتیوبی به‌همین نام در دست انتشار قرار دارد. سری اصلی این‌مجموعه با عنوان فول باکس‌سِت در حال پخش می‌باشد.

## داستان پیش‌فرض
این مجموعه که در دهه‌های ۱۹۸۰ و ۱۹۹۰ میلادی اتفاق می‌افتد، به‌عنوان مجموعه‌ای از کلیپ‌های نوارهای VHS که توسط تعدادی از شرکت‌های داستانی تولید شده و توسط شرکت همنام Gemini Home Entertainment توزیع شده است، ارائه می‌شود. این نوارها، داستان بحث‌برانگیز و درگیرکننده‌ای از تهاجم فرازمینی هایی به نام woodcrawler به زمین و رویدادی آخرالزمانی و قریب الوقوع را روایت می کنند.

## اپیزود ها
پخش سری اصلی این مجموعه، از سال ۲۰۱۹ آغاز شد و به نظر می رسد که ادامه خواهد داشت. قسمت‌ها بعداً در یک لیست پخش در کانال رسمی یوتیوب تحت عنوان مجموعه کامل خانهٔ سرگرمی جمینی سازماندهی شدند.

### اپیزود اول:عجیب ترین حیوانات جهان
کارگردان و نویسنده: رمی آبود
مدت زمان: ۸:۰۹
تاریخ انتشار: ۱۷ نوامبر ۲۰۱۹
این نوار که به عنوان اولین قسمت و یک نوار آزمایشی عمل می‌کند، یک ویدیوی اطلاعاتی است که چند حیوان عجیب، در جاهایی مختلف را معرفی می‌دهد. ابتدا، اطلاعاتی در مورد دو حیوان اول (مرغ دشتی بزرگ و جغد حفاری) که عمدتاً درباره زیستگاه و رفتار آنها است، داده می‌شود امّا ناگهان، به طرز محسوسی با معرفی حیوان سوم که "Woodcrawler" نام دارند، لحن ویدیو تغییر می کند. بر اساس گفته‌های این ویدئو، این موجودات در سراسر آمریکای شمالی یافت می شوند، شکارچی عالی‌ای می‌باشند و "خانه‌های خانواده‌های پرجمعیت را دوست می دارند". سپس این ویدئو اطلاعات بیشتری را ارائه می‌کند و به بیننده می‌گوید که «متاسفانه صدای آنها را دزدیده‌اند» و باید «جسدها را سوزاند، مبادا دوباره که بلند بشوند». سپس یک Woodcrawler نشان داده می‌شود: موجودی بزرگ و عنکبوت مانند، که در خانه را با لگد می شکند، و پاهای بلند خود را آشکار می کند. سپس نوار به فیلم "افراد جعلی" تغییر پیدا می‌کند، افرادی که به‌نظر می‌رسد با وقایع مربوط به Woodcrawler ها، مرتبط باشند. هنگامی که فیلمبردار به خانه ای نزدیک می شود، متوجه می شود که خانه پر از افراد جعلی است که تلاش می کنند رفتارهای انسانی را به سختی تقلید و انجام بدهند. بعد از مدتی یکی از افراد قلابی متوجه فیلمبردار می شود و به سمت او یورش می‌آورد. فیلمبردار، فیلم گرفتن را متوقف می‌کند و با اتمام نوار، با تمام توان، شروع به فرار می‌کند.

### اپیزود دوم:نکات ایمنی در برابر طوفان
کارگردان و نویسنده: رمی آبود
مدت زمان: ۴:۳۸
تاریخ انتشار: ۲۴ نوامبر ۲۰۱۹
این نوار، یک ویدیوی آموزشی برای محافظت از خود و خانواده خود در برابر طوفان شدید است که منظور از طوفان، حملهٔ همان woodcrawler هاست. بخش اول نحوه آماده سازی مناسب برای طوفان را شرح می دهد: خانه را تقویت کنید، یک سیستم هشدار اولیه نصب کنید و پناه‌گاهی بسازید. پناهگاه طوفان، به گفتهٔ ویدیو، باید ۱۸ فوت مربع و ۱۰ فوت ارتفاع داشته باشد و یک نیمکره آلومینیومی به قطر حدود ۵ فوت در مرکز آن نصب شده باشد. رادیوی موج کوتاه در کنار آن قرار گرفته است. بخش دوم ویدیو، به بیننده دستور می دهد که خانواده خود را در هنگام طوفان به پناهگاه بیاورد. دستورالعمل ها در عین حال با جملات غیر معمولی‌ای مانند "خانه شما اکنون متعلق به شما نیست" نیز، سعی‌می‌کنند ذهن مخاطب را درگیر کنند. پس از طوفان، بیننده باید پناهگاه را ترک کند و وضعیت خانهٔ خود را ارزیابی کند. اگر خانه به شدت آسیب دیده است، آنها باید حرکت در داخل را بررسی کنند. در صورتی گه صدای زنگی را که از سیستم هشدار اولیه پخش می‌شو را بشنوند، طوفان به‌خیر گذشته‌ و همه جا دیگر امن است. با این حال، اگر افراد "نورها" را در جایی ببینند، باید فوراً به پناهگاه خود بازگردند. این سناریو سپس از طریق فیلم هایی از نورهای درخشان متعددی که در یک میدان ظاهر می شوند، دیده می‌شود. سپس پیام دیگری به طور خلاصه ظاهر می‌شود، که می‌گوید «گوش دهید، زیر پاهایتان، در حال خزیدن از روی زمین».

### اپیزود سوم:آبی عمیق
کارگردان و نویسنده: رمی آبود
مدت زمان: ۴:۵۱
تاریخ انتشار: ۶ دسامبر ۲۰۱۹
 این نوار، یک ویدیوی اطلاعاتی در مورد اعماق اقیانوس است. قسمت اول ویدیو مربوط به زندگی در اقیانوس است و اطلاعاتی درباره موجوداتی که در آنجا زندگی می‌کنند می‌دهد. بخش دوم ویدیو به زیستگاه‌ها منتقل می‌شود، جایی که به گودال ماریانا اشاره می کند و سپس به طور ناگهانی شروع به توصیف تونل خیالی دمیسیا، بخشی حتی عمیق تر از سنگر می‌کند. مدتی بعد، بلافاصله پس از اینکه چنین پیامی روی صفحه ظاهر می‌شود: "هیچ چیز نمی تواند در سنگر ماریانا زندگی کند"، فیلمی از یک موجود عنکبوتی غول پیکر با چشم درخشان عظیم نشان داده می‌شود که احتمال دارد همان woodcrawler باشد! بعد پخش تصویر فیلم به طور ناگهانی‌ای شروع به خوردن تکان های عجیبی می‌کند.
 توجه: این ویدیو از یوتیوب حذف شده است.

### اپیزود چهارم:آموزش کامپیوتری مصنوعی
کارگرردان و نویسنده: رمی آبود
مدت زمان: ۵:۰۳
تاریخ انتشار: ۲۹ دسامبر ۲۰۱۹
این نوار، نمایشی از یک سیستم هوش مصنوعی جدید است که قادر به قالب بندی داستان های کوتاه است. پس از توضیح مختصر، داستان های کوتاه در سه تکرار ارائه می شوند. اولی می گوید: "جک از رودخانه پرید / مریم با او همراه شد / آنها رفتند سفر به دنبال راز / جک افتاد در رودخانه، جک مرده است." سپس تکرار دوم نشان داده می‌شود و می‌خواند: "جک از رودخانه پرید / مریم از نزدیک به دنبالش رفت / آنها در جستجوی مکان مخفی هستند / من صدایت را می‌شنوم." این ارائه، توسعه بر اساس تکرار قبلی را توضیح می‌دهد و امکان عبارات پیچیده‌تر و انسجام داستان را فراهم می‌کند. تکرار سوم نشان داده می‌شود که می‌خواند: "جک از روی رودخانه پرید / مریم از رودخانه پایین می‌رود / مکان مخفی ما را ایمن نگه می‌دارد / رودخانه جاری است اما نه با آب". توضیح داده شده است که این تکرار یک پیشرفت بیشتر در گذشته بود، که کمی از پارامترهای اصلی فاصله داشت و انتقادی‌تر فکر می‌کرد. با کمال تعجب، تکرار چهارم داده می‌شود و می‌خواند: "جک دوباره آن را شنید / صدایی از فضا می‌آید / جک مرا می‌بینی / من چیز دیگری شده‌ام!". ارائه هیچ توضیحی در مورد این تکرار نمی دهد. سپس پنجمین و آخرین تکرار ارائه می‌شود که با موسیقی پس‌زمینه‌ای که یادآور نجوا است، پوشانده می‌شود، می‌خواند: "به جعبه نقره‌ای گوش کن / ستاره‌ها اکنون حرکت می‌کنند / آیا چشم گرسنه را می‌بینی؟ / اینجا من هستم." سپس یک اسلاید نشان داده می شود که دو جرم آسمانی را نشان می دهد. یکی بسیار بزرگتر از دیگری است و با چشمی که به نظر می رسد بر روی کوچکتر ثابت می شود، در حالی که متن پایین نشان می دهد که بزرگتر "قصد" و "زنده" است. سپس ارائه با این پیام به پایان می رسد که "این ویدئو باید قابلیت های هوش مصنوعی  را به شما نشان می داد."

### اپیزود پنجم:سیستم خورشیدی ما
کارگردان و نویسنده: رمی آبود
مدت زمان: ۴:۵۹
تاریخ انتشار: ۲۴ ژانویهٔ ۲۰۲۰
این نوار یک نمایش اطلاعاتی از اجرام آسمانی در منظومهٔ‌شمسی است. نوار، ابتدا نقشه‌ای را نشان می دهد که خورشید، عطارد، زهره، زمین، مریخ، مشتری، زحل، اورانوس، نپتون و پلوتون را نشان می دهد، اگرچه نکته عجیب این نوار این است که یک سیارهٔ اضافی، بین دو سیاره پایانی یعنی نپتون و پلوتن وجود دارد! سپس اطلاعاتی در مورد هر سیاره به ترتیب ارائه می‌شود. زمانی که نوبت به زمین می‌رسد، نوار، زمین را به عنوان تنها سیارهٔ منظومهٔ‌شمسی که در آن حیات وجود دارد معرفی می‌کند. بعد از اینکه اطلاعات لازم در مورد تمام سیارات داده‌شد، نوبت به سیاره ناشناخته می‌رسد و نوار آن را با عنوان Iris معرفی می‌کند و در ادامه، اطلاعات عجیبی در مورد این سیاره به بیننده می‌دهد: او هم اکنون با ماست و به ما می خندد. سطح Iris به طور ناگهانی تغییر می کند و شبیه یک چشم می‌شود و در حالی که صدایی از دنیای ماورایی پخش می‌شود، نوار به پایان می رسد.

### اپیزود ششم:اطلاعات کمپ
کارگردان و نویسنده: رمی آبود
مدت زمان: ۵:۱۹
تاریخ انتشار: ۳ مارس ۲۰۲۰
 این نوار حاوی یک ویدیوی اطلاعاتی در مورد اردوگاه Moonlight Acres است که فعالیت ها، اقامتگاه ها و اسطوره های آن را به نمایش می‌گذارد. در طول مدت زمان پخش نوار، مشخص می‌شود که اردوگاه Moonlight Acres، میزبان پدیده‌های بیگانه و ماوراء الطبیعه است، از جمله موجوداتی که به عنوان Skinwalker معرفی می‌شوند و در کمپ و در کمین برای شکار بازدیدکنندگان هستند.

### اپیزود هفتم:گیم تجاری لیثال اومن
کارگردان و نویسنده: رمی آبود
مدت زمان: ۶:۰۰
تاریخ انتشار: ۱۰ آوریل ۲۰۲۰
این نوار حاوی گیم پلی یک بازی تجاری به نام لیثال اومن به سبک پلی‌استیشن است، که شبیه‌ساز کمپ Moonlight Acres است و در آن محیط اتفاق میفتد. 

### اپیزود هشتم:راهنمای بقا در طبیعت
کارگردان و نویسنده: رمی آبود
مدت زمان: ۷:۲۰
تاریخ انتشار: ۶ مهٔ ۲۰۲۰
نوار هشتم، حاوی یک فیلم آموزشی برای نحوهٔ زنده ماندن در طبیعت است و فردی به نام جک، آموزش های لازم را به ما می‌دهد از جمله آماده‌سازی ها و اقلامی که باید همراه داشته‌باشید و همچنین حیوانات و گیاهانی که باید از آنها اجتناب کنید. یکی از گیاهانی که جک شدیدا به اجتناب کردن از آن تاکید می‌کند، تمسخر طبیعت نام دارد - نامی که قبلاً برای woodcrawler ها در نوار اول استفاده می‌شد - و به عنوان عامل «توهم، فلج عضلانی ناگهانی، تغییر شکل بدن» و «پوسیدگی گوشت» توصیف شده است.

### اپیزود نهم:فناوری SLEEP IMAGE VISUALIZER
کارگردان و نویسنده:رمی آبود
مدت زمان: ۵:۲۵
تاریخ انتشار: ۱۹ ژوئن ۲۰۲۰
این نوار، فناوری حیرت‌انگیز Sleep Image Visualizer را بررسی می‌کند، فناوری جدیدی که می‌تواند نمایش‌های ویدئویی‌ از رویاهای یک فرد را تولید کند و چندین نمونه را به نمایش می‌گذارد.

### اپیزود دهم:بازی هایی برای بچه ها
کارگرران و نویسنده: رمی آبود
مدت زمان: ۵:۳۶
تاریخ انتشار: ۱۰ ژوئیهٔ ۲۰۲۰
این نوار، چندین بازی کودکانه را معرفی می‌کند و شامل دستورالعمل‌هایی برای نحوهٔ بازی ها می‌باشد. از جمله بازی ها، می‌توان به پنهان‌کاری، برچسب‌های یخ زده، ساردین‌ها و غذای woodcrawlwr ها اشاره‌کرد. 

### اپیزود یازدهم:وسیله نقلیهٔ معدنی پیشرفته
کارگردان و نویسنده:رمی آبود
مدت زمان: ۶:۵۰
تاریخ انتشار: ۷ اوت ۲۰۲۰
این نوار، تونل‌ساز فشرده جدید با کنترل از راه دور (به اختصار:ROCT) و یک وسیله نقلیهٔ معدنی پیشرفته و مجهز به دوربین را به نمایش می‌گذارد. ROCT در سفر خود از طریق یک سیستم غار در اعماق پوسته زمین، با یک "باغ" روبرو می‌شود، سپس فرشی گوشت مانند از پوشش گیاهی که توسط باغبانان محافظت می شود و موجودات عنکبوت‌مانند غول پیکری شبیه به همان موجودات نوار سوم در تونل دمیسیا، جلوی ماشین را می‌گیرند و آن را در داخل انبوه گیاهان به دام می‌اندازند و در نتیجه دوربین‌های ماشین، یک Woodcrawler را مشاهده می‌کنند که از شبکه‌ای از «رگ‌ها» روی دیواره‌های غار بیرون می‌آید. سپس وسیله نقلیه به کف غار می افتد و به ظاهر نابود می شود.

### اپیزود دوازدهم:بیماری ریشه عمیق
کارگردان و نویسنده: رمی آبود
مدت زمان: ۴:۴۴
تاریخ انتشار: ۲ اکتبر ۲۰۲۰
این نوار حاوی یک فیلم آموزشی در مورد بیماری ریشه عمیق، از جمله چگونگی پیشرفت بیماری و نحوهٔ تشخیص آن از طریق مشاهده و پرسش است. این بیماری توسط یک ریشه، یک گونهٔ گیاهی یا قارچی مانند پاتوژن ایجاد می شود. اگرچه بیماری در ابتدا به عنوان بیماری‌ای معرفی می‌شود که فقط گیاهان را تحت‌تأثیر قرار می‌دهد، اما با استفاده از اصطلاحات باغبانی برای توصیف آن، به سرعت آشکار می‌شود که ریشه ها، انگل هایی اجباری برای انسان هستند و بدن میزبان خود را در حین رشد و تکامل، جهش می دهند.

### اپیزود سیزدهم:گزارش پیشرفت ماهانه
کارگردن و نویسنده: رمی آبود
مدت زمان: ۶:۳۸
تاریخ انتشار: ۳۱ اکتبر ۲۰۲۰
این نوار حاوی یک گزارش پیشرفت در مورد توسعهٔ هوش مصنوعی از نوار چهارم است که پیشرفت‌ها در پردازش کامپیوتری را به نمایش می‌گذارد. نوار با مقدمه‌ای بر «پروژه مادون قرمز» شروع می‌شود و خدمهٔ مسئول مدیریت آن را فهرست می‌کند. سپس نوار می گوید که هدف از این پروژه، جلوگیری از شکست های تکنولوژیکی آینده و کمک به پیشرفت فناوری است. نوار ضمن آگاه کردن بیننده از قابلیت های پروژه، مشتری ناشناخته ای را ذکر می کند که به این هوش مصنوعی کمک کرده‌است. نوار سپس به فیلمی از یک ردیف کامپیوتر، که ریشه های ارگانیک از داخل آن جوانه می‌زند، برش می‌خورد، سپس مانیتورها پیامی را برای مشتری به نمایش می‌گذارند که باید به آن پاسخ دهد. در ادامه فیلمی از چشم یک باغبان همراه با یک آرایه ماهواره ای که به سمت آسمان شب نشانه رفته‌است، نشان داده می‌شود که احتمالاً برای تماس با مشتری‌ای است که به طور عجیبی، همان Iris است! اولین درخواست او «زمین» است! که هوش مصنوعی با این جمله پاسخ می‌دهد: «مری می‌بیند، دروازه می‌میرد / خواب‌آلودها به طور کامل خورده می‌شوند / رگ شناور به داخل ماو می‌رود / فک باز می‌شود.» درخواست دوم او، «مهتاب» است، که هوش مصنوعی با این جمله پاسخ می دهد: «چیزهای جدید در زمین های تغذیه پرسه می زنند / هاربینگر بیهوده نگهبانی می دهد / مریم صدای خش خش می شنود / چشم گرسنه مورد استقبال قرار می گیرد». آخرین درخواست او، "جک" است و او، چهار بار  این جمله را تکرار می‌کند: "جک هم‌اکنون با ماست"، به این معنی که جک به بیماری ریشه عمیق آلوده شده است (منظور از جک، همان فردی‌است که در نوار هشتم ظاهر شد). سپس آرایه ماهواره‌ای، در حالی که درسایه غرق شده است، نشان داده می‌شود. این نوار با این جمله به پایان می‌رسد که آنها انتظار دارند تا ۷ ماه دیگر، مشتری خود را (همان iris) را ملاقات کنند.

### اپیزود چهاردهم:مهمانی شب کریسمس
کارگردان و نویسنده: رمی آبود
مدت زمان: ۴:۳۸
تاریخ انتشار: ۲۶ دسامبر ۲۰۲۰
این نوار حاوی یک ویدیوی خانگی از یک جشن کریسمس در کمپ Moonlight Acres است که در اواسط آن، مهمانی توسط یک skinwalker قطع می شود، که منجر به مرگ چند نفر و آلوده شدن بری جانسون، دستیار ناظر فعالیت اردوگاه، به بیماری ریشه عمیق می شود.

### اپیزود پانزدهم:کمک به حملهٔ به خانه
کارگردان و نویسنده: رمی آبود
مدت زمان: ۵:۴۰
تاریخ انتشار: ۱۸ مارس ۲۰۲۱
این نوار حاوی نکات ایمنی و توصیه هایی برای چگونگی آماده شدن برای زمان حملهٔ شدن به خانه و اقداماتی است که باید انجام دهید. با این حال، معلوم می شود که این نوار در واقع دستورالعملی است برای Woodcrawler ها برای ورود به خانه قربانی. درست پس از پایان آموزش، نوار، به فیلمی از ورود فردی به خانه‌ای برش می‌خورد. خانه، ظاهراً "مورد تهاجم" قرار گرفته‌است. پس از مدتی پرسه زدن در خانه، دوربین به یک موجود به‌ظاهر انسان‌نما، می‌رسد که در‌واقع همان چیزی است که از قربانیان بیماری ریشه عمیق باقی می‌ماند. موجود به‌ظاهر انسان‌نما، چشم زردی دارد که ناگهان، به سمت دوربین می چرخد. در انتهای نوار، فیلمبردار در پی تلاشی ناموفق، تلاش می کند از یک Woodcrawler فرار کند.

### اپیزود شانزدهم (پایانی):ماموریت کاوشگر صلیبی
کارگردان و نویسنده: رمی آبود
مدت زمان: ۷:۰۰
تاریخ انتشار: ۵ ژوئیهٔ ۲۰۲۱
این نوار، حاوی مستنداتی از ماموریت صلیبی 5 است که در آن یک کاوشگر فضایی، سیارات بیرونی و قمرهای آنها را مستند می کند و از مشتری، زحل و Iris، دیدن می کند. در حین سفر در منظومهٔ‌شمسی، قمرهای غیرعادی متعدد، سیارک ها و اجرام فرا نپتونی، توسط کاوشگر پیدا می شوند و حلقه های زحل به طور غیرعادی باریک هستند. نپتون به طور مرموزی جایی که باید باشد، نیست. مدتی بعد، کاوشگر پنج قمر سیاره Iris را رصد می کند، سپس به داخل آن سفر می‌کند، جایی که وی تایید می‌کند که نه تنها عنبیه آن بسیار حساس‌است، بلکه مستقیما مسئول وجود باغبان، موجودات نوار سوم، ریشه ها و woodcrawler ها است! همانطور که شبکه گسترده ای از باغ ها را در نزدیکی خود در Iris مشاهده می کند.

## قسمت های لغو شده
علاوه بر شانزده قسمت اصلی منتشر شده، آبود همچنین دو قسمت لغو شده را از طریق Patreon خود منتشر کرده است، بهترین تو - (۲۲ ژوئیهٔ ۲۰۲۱) و برودکست ها - (۱۷ مهٔ ۲۰۲۲).